# Overtreding (strafrecht)
Een overtreding is in het strafrecht een relatief licht strafbaar feit. Iemand die een overtreding begaat, kan hiervoor bestraft worden. In het Nederlands strafrecht staat een overtreding in tegenstelling tot een misdrijf, wat een zwaarder strafbaar feit is. In het Belgisch strafrecht is een overtreding de laagste van drie graden misdrijven, de andere twee zijn wanbedrijf en misdaad.

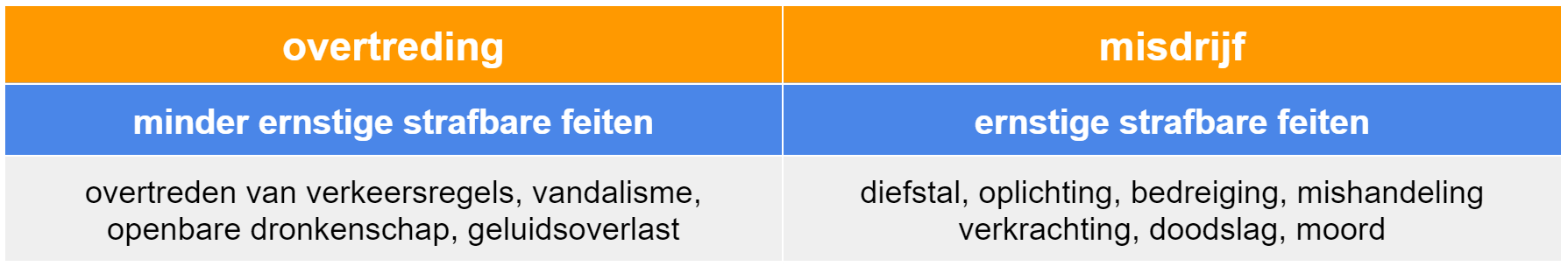
Het verschil tussen een overtreding en een misdrijf.

## Nederlands strafrecht
In het Nederlands strafrecht staat een overtreding in tegenstelling tot een misdrijf. Overtredingen zijn over het algemeen minder ernstig dan misdrijven, maar op de zwaarste overtredingen staat een hogere straf dan op de lichtste misdrijven.
Veel overtredingen komen voort uit regels van de Algemene Plaatselijke Verordening (APV) van de gemeente. Daarnaast staan er overtredingen omschreven in het Derde Boek van het Wetboek van Strafrecht (WvS). Ook in bijzondere wetten, zoals de Wegenverkeerswet 1994 (verkeersboetes), de Opiumwet en de Wet op de economische delicten komen overtredingen voor.
Een poging tot en de voorbereiding van overtredingen is niet strafbaar. Het gangbare voorbeeld hiervan is dat iemand over een hek klimt dat privéterrein omringt, maar halverwege het hek wordt aangesproken door een agent. Pas als hij aan de andere kant van het hek op de grond komt en het privéterrein betreedt, is hij strafbaar.
Overtreding van de verkeersregels is iets waar veel mensen weleens mee te maken krijgen. Sinds de jaren 90 worden lichte verkeersovertredingen niet meer strafrechtelijk afgedaan, maar administratiefrechterlijk. Het gaat dan bijvoorbeeld om een lichte overschrijding van de maximumsnelheid of het niet dragen van een autogordel. Hiervoor krijgt de overtreder weliswaar een boete, maar dit valt niet onder het strafrecht. Zulke verkeersovertredingen worden ook niet vermeld op het strafblad. De Wet administratiefrechtelijke handhaving verkeersvoorschriften regelt onder meer de hoogte van de boetes en de mogelijkheid van bezwaar en beroep.

### Voorbeelden
Enkele voorbeelden van overtredingen:
- Uit het Wetboek van Strafrecht:
  - Het versperren van een weg zonder toestemming van het bevoegd gezag
  - Vliegeren binnen 500 meter van een bovengrondse hoogspanningsleiding (Wetboek van Strafrecht, artikel 429)
  - Burengerucht verwekken waardoor de nachtrust kan worden verstoord
  - Het zich dronken op de openbare weg bevinden (openbare dronkenschap)
- Uit de Auteurswet:
  - Het zonder toestemming publiceren van een portret

### Overtreding en burgerlijk recht
Het begrip overtreding is een begrip uit het strafrecht, en komt niet voor in het burgerlijk recht. Soms is er echter sprake van samenloop, waardoor verwarring kan ontstaan.
Het volgende voorbeeld kan dit illustreren:
- Als iemand in het openbaar baldadigheid pleegt, kan hij worden aangeklaagd op grond van artikel 424 van het Wetboek van Strafrecht. Dat is een overtreding. De dader kan hiervoor bestraft worden. Geheel los daarvan kan de eigenaar van de spullen die door de baldadigheid beschadigd zijn een schadevergoeding eisen wegens een onrechtmatige daad. Dat is een burgerlijke procedure, en staat los van de veroordeling wegens de overtreding. Het burgerlijk recht staat beschreven in het Burgerlijk Wetboek (BW).

Ook als iemand een rekening niet betaalt en veroordeeld wordt tot het betalen van die rekening en de incassokosten, gaat het niet om een overtreding waarvoor iemand veroordeeld wordt.

## Belgisch strafrecht
In het Belgisch strafrecht is een overtreding (Frans: contravention) de laagste van drie graden misdrijven, naast het wanbedrijf en de misdaad. Luidens artikel 1 van het Strafwetboek wordt een overtreding gestraft met een politiestraf, uitgesproken door de politierechtbank. Een politiestraf is een geldboete van € 1 tot € 25 (bedragen te verhogen met de opdeciemen), een werkstraf van 20 tot 45 uur en/of een gevangenisstraf van 1 tot 7 dagen.
Voorbeelden van overtredingen zijn nachtlawaai, openbare dronkenschap en sommige (kleinere) inbreuken op het verkeersreglement. De term verkeersovertreding is dan wel enigszins misleidend. Enkel de strafmaat bepaalt namelijk of het om een overtreding, dan wel een wanbedrijf of misdaad gaat. De meeste verkeersovertredingen zijn juridisch immers wanbedrijven en worden bestraft met een boete van meer dan € 25 (of een werkstraf van meer dan 45 uur).
Zie ook de gemeentelijke administratieve sanctie (GAS).

## Surinaams strafrecht
In Suriname worden de strafbare feiten ingedeeld in misdrijven en overtredingen. De overtredingen worden o.a. omschreven in het Derde boek van het Wetboek van Strafrecht, in de Politiestrafwet en in het Derde boek van het Wetboek van Militair Strafrecht.
Poging tot overtreding is niet strafbaar (artikel 71 Wetboek van Strafrecht). Medeplichtigheid aan overtreding is eveneens niet strafbaar (artikel 77 Wetboek van Strafrecht).